# ESCOT

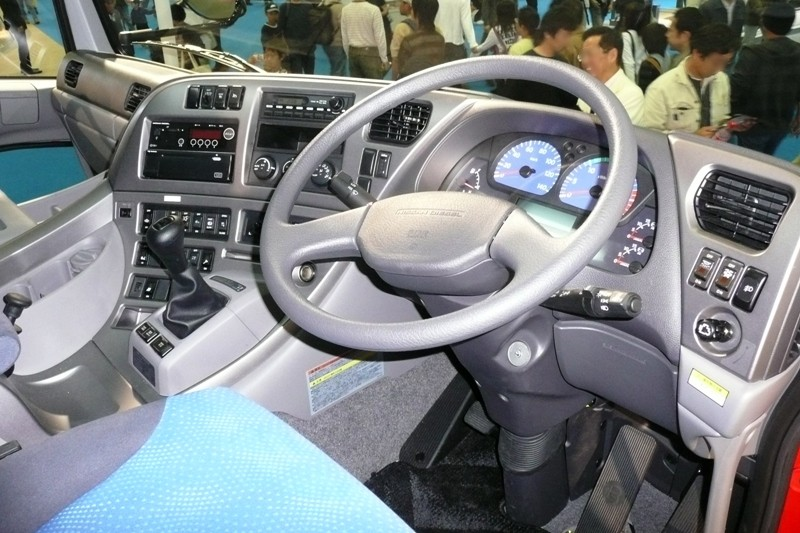
ESCOT-AT IVを装備したクオンの運転席

ESCOT（エスコット）はUDトラックス（いすゞ自動車の完全子会社）が製造するトランスミッションの商標である。Easy / Safe COntorolled Transmissionのアクロニムであり、運転者の変速操作を簡略化したセミオートマチックトランスミッションである。

## 概要

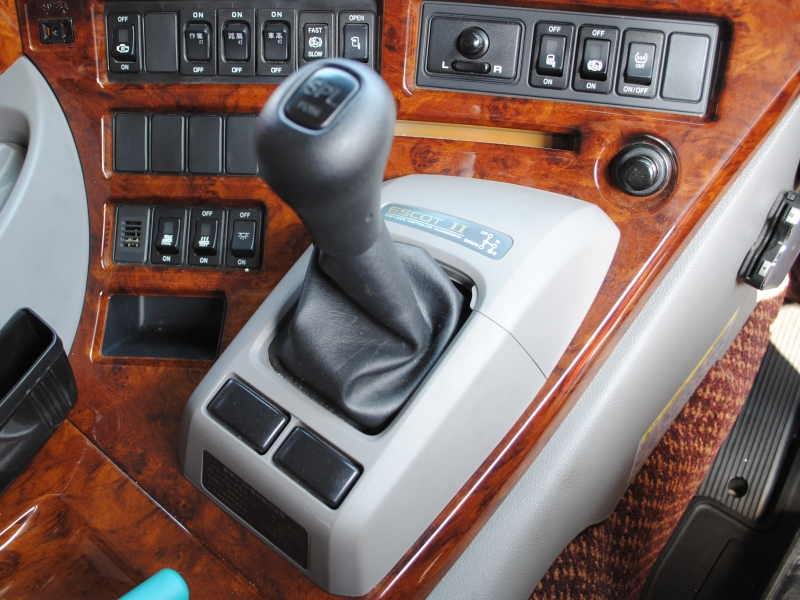
ESCOT-IIのシフトレバー

クラッチとギアセレクターはアクチュエータを介して動作する。シフトレバーは中立状態から前、後、右へと倒す操作のみで、クラッチは操作しなくてもシフトレバーの操作に応じて自動的に動作する。ただし、ESCOT-V、VI以外のバリエーションでは前進と後退を切り替える際や発進、停止時にクラッチ操作が必要である。シフトレバーを前へ動かすとシフトアップ、後に動かすとシフトダウンで、右に倒すとニュートラルになる。右に倒したまま前に動かすとニュートラルから不用意に変速操作が行われないようにシフトレバーを固定する。右に倒した後に後に動かすとリバース（後退）となる。
7速と12速（ハイ/ロー切り替え型6速）の2種類で、12速仕様のシフトノブにはスプリッター（SPL）スイッチが備えられ、これにより自動変速時の8段と12段の切り替えが行なえる。

## バリエーション
ESCOT-I/ESCOT-II（エスコット・ワン/エスコット・ツー）
1995年に登場した。変速操作は手動で、走行中の変速時のみクラッチが自動化されており、発進、停止時にはクラッチ操作が必要である。Iはスペースウィングの三軸車に採用され、IIはビッグサムに採用された。
ESCOT-III（エスコット・スリー）
1997年に登場した。変速操作も自動的に行うモード（E・Dモード）を持つが、発進、停止時にはクラッチ操作が必要である。
ESCOT-AT IV（エスコット・エーティーフォー）
2003年に登場した。自動的に変速を行うモードで発進、停止時のクラッチ操作が不要となった。前進と後退を切り替える際にはクラッチ操作が必要である。
6速Hi（12速）で走行中に排気ブレーキをかけると自動的に6速Low（11速）にシフトダウンする「オートシフトダウン」を装備している。クオンには自動発進時のギアを2速に変更可能な「ライトウェイトスイッチ」が設けられた。また、2007年の一部改良の際、積載量が少ないときにはシフトアップのタイミングが早い設定に切り替えて省燃費運転を支援する「クイックライトウェイトシフトスイッチ」が組み込まれた。
ESCOT-Plus1（エスコット・プラスワン）
2003年に登場した。ESCOT-IIと同様に手動変速のみであるが、8段変速モード（5・6速のみハイ/ローの切り替えを行なう）への切り替えスイッチが設けられた。
ESCOT-V（エスコット・ファイブ）
当時の親会社であったボルボの大型トラック、FH/FMシリーズに採用された「iシフト」をベースに開発され、2010年に登場した。発進、停止の際もクラッチ操作が不要となり、クラッチペダルが廃止された。下勾配や惰性走行中にエンジンブレーキを遮断することにより燃料消費を抑える「ESCOT ROLL」が新たに装備された。「E・Dモード」には経済効率を高めた「エコノミーE・Dモード」が追加された。
ESCOT-VI（エスコット・シックス）
2代目クオンの登場に合わせ、2017年に登場した。シフトレバーがゲート式からボルボ「iシフト」同様のストレート式に変更され、マニュアルモードもシフトノブ右側面の+/-ボタンでの操作に改められた。
ESCOT-VII（エスコット・セブン）
クオントラクタのマイナーチェンジ並びに親会社であるいすゞ自動車の大型セミトラクタ、ギガトラクタのフルモデルチェンジに合わせ、2023年に登場した。ESCOT-VIをベースに改良が図られており、ESCOT-VIよりもより素早く滑らかな変速を可能とした。当面はクオントラクタとギガセミトラクタのGH13エンジン搭載車のみ搭載される。